# Johanniterkommende Mergentheim

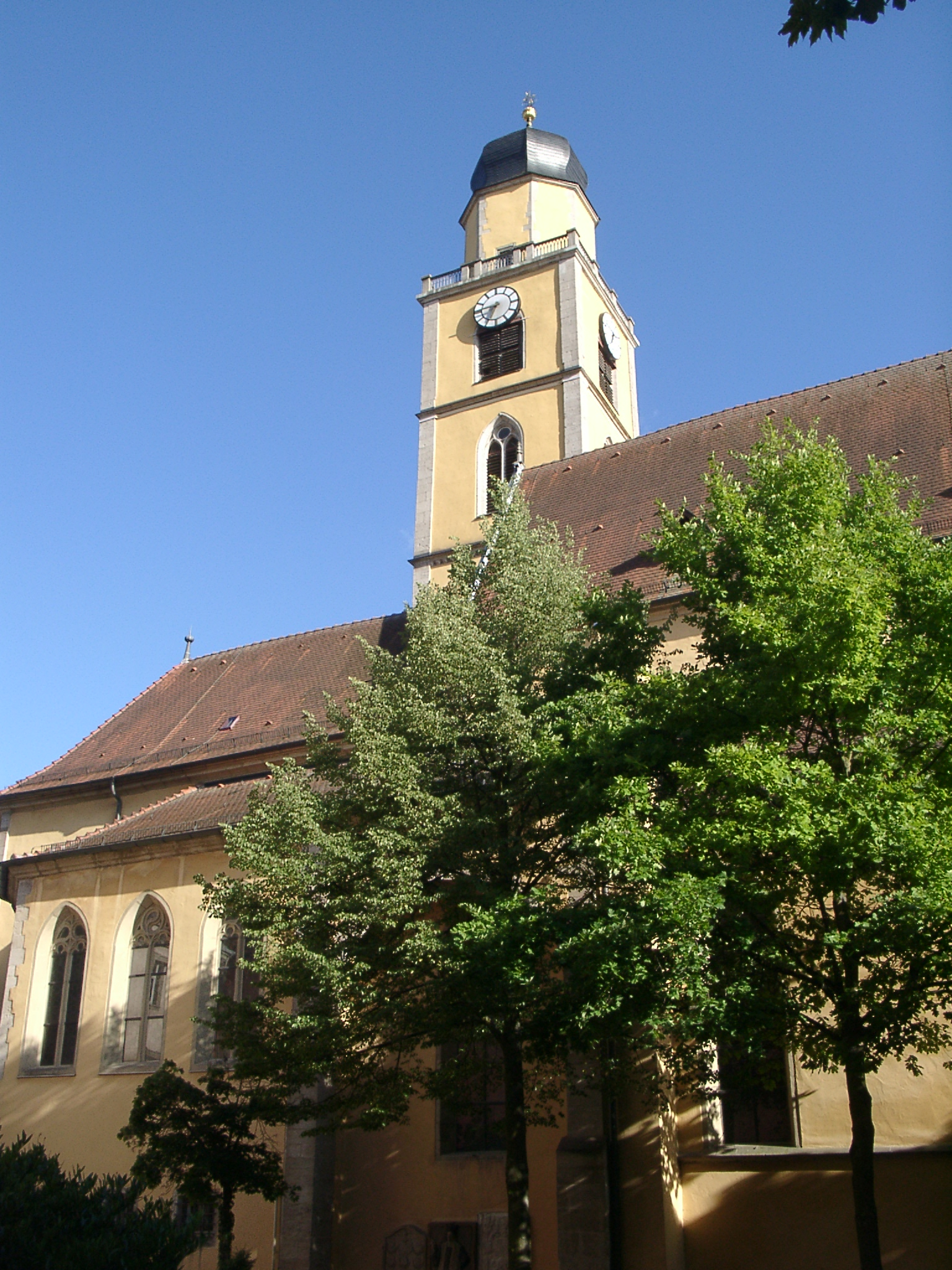
Die St.-Johannes-Kirche wurde zwischen 1250 und 1274 vom Johanniterorden errichtet; 1983 wurde sie zum Münster erhoben.

Die Johanniterkommende Mergentheim war von 1208 bis zu ihrer Aufhebung 1554 eine Kommende des Johanniterordens in Mergentheim, heute Bad Mergentheim, im Main-Tauber-Kreis in Baden-Württemberg.

## Geschichte
Dem Johanniterorden galt das Engagement der ersten Generation der Herren von Hohenlohe bei der Förderung eines Ritterordens. Im Jahre 1208 übertrug Albrecht von Hohenlohe dem Johanniterorden das Patronat und alles Zubehör der Kirche in Mergentheim. Im Jahre 1267 ist der Ausbau der Kommende urkundlich bezeugt, der sich ansonsten im Einzelnen nicht mehr genau nachvollziehen lässt. Umfangreiche Baumaßnahmen sind an der zwischen 1250 und 1274 entstandenen St.-Johannes-Kirche abzulesen, die von der Johanniterkommende Mergentheim als frühgotische Pfeilerbasilika an der Stelle einer älteren Kapelle errichtet wurde. Die finanzielle Basis für Erweiterungen und Renovierungen der Pfarrkirche wurde durch Ablassverleihungen (1278, 1288, 1319) gesichert. Die Kommende gehörte zur Ballei Franken des deutschen Großpriorats. In der Anfangszeit bestanden wahrscheinlich enge Kontakte zum Würzburger Johanniterhaus. Ab der Mitte des 14. Jahrhunderts bis um 1500 betrug die Zahl der Mergentheimer Ordensmitglieder durchgehend etwa sieben Personen. Im Jahre 1554 erwarb der Deutsche Orden den gesamten Besitz der Johanniter. Die Kommende wurde in der Folge aufgehoben und der Deutsche Orden führte Umbauarbeiten durch.